# 向井慧
向井慧（日语：／ Mukai Satoshi ，1985年12月16日—）是日本搞笑艺人，所屬經紀公司為吉本興業。他是漫才组合Panther中的吐槽担当，表演时站在中间。

## 演出作品
本段落仅列出向井慧个人出演之作品。

### 电视节目
- 《天才儿童MAX YOU》（2017年4月3日－，NHK教育頻道）不定期出演

### 电视动画
- 《Tropical-Rouge！光之美少女》（2021年8月15日，朝日放送電視台，第24集），本人出演

### 网络剧
- 《火花》第7集（2016年6月3日，网飞）－饰：Baby星川

### 网络节目
- 《极乐Tombo的KAKERU TV（日语：極楽とんぼKAKERUTV）》（2017年－，AbemaTV）

- 《AbemaPrime（日语：AbemaPrime）》（2017年10月2日－，Abema新闻台（日语：AbemaNews））每周五常规嘉宾[2]

- 《为什么不尝试减肥！？～一个月美女皇后大作战～序篇》（2018年4月21日－，Abema黄金台）[3]